# دیوید تمپلتون
دیوید تمپلتون (زادهٔ ۷ ژوئن ۱۹۸۹ - گلاسگو) بازیکن فوتبال اهل کشور اسکاتلنداست که در حال حاضر برای تیم رنجرز در چمپیونشیپ اسکاتلند بازی می‌کند.
وی سابقه بازی در تیم‌های استنواسمویر، هارت آف میدلوتیان، ریت راورز و رنجرز را دارد.